# 丹尼爾·霍伊爾·費爾南德斯
丹尼爾·霍伊尔·費爾南德斯（葡萄牙語：Daniel Heuer Fernandes；1992年11月13日—）是一位葡萄牙足球運動員。在場上的位置是守門員。他現在效力於德國足球乙級聯賽球隊汉堡。他也代表葡萄牙U21國家足球隊參賽。